# Lee Sharpe
Lee Stuart Sharpe, född 27 maj 1971 i Halesowen, England, är en engelsk före detta professionell fotbollsspelare. Han spelade 345 ligamatcher och gjorde 40 mål som mittfältare, företrädesvis på vänsterkanten, i bland annat Manchester United, Leeds United och Bradford City, under en spelarkarriär i 9 olika klubbar som sträckte sig 16 år mellan 1988 och 2004.
Han spelade dessutom åtta landskamper för England samt spelade även för England U21 och  England B.